# پانزده قطعه برای تار
 پانزده قطعه برای تار نام یک آلبوم موسیقی اثر جلیل شهناز، هنرمند ایرانی است که در سبک سنتی تهیه شده و دارای ۱۵ آهنگ است.
جلیل شهناز از موسیقی دانان برجسته ایرانیست.
از یکی از قطعات وی در مستند دو شش تا استفاده شده است

## فهرست آهنگ‌ها
| ردیف | آهنگ                      |
| ۱    | پیش درآمد شور             |
| ۲    | چهار مضراب شور            |
| ۳    | چهار مضراب نوا            |
| ۴    | ضربی دشتی                 |
| ۵    | چهار مضراب دشتی           |
| ۶    | چهار مضراب بیات ترک       |
| ۷    | پیش درآمد اصفهان          |
| ۸    | چهار مضراب اصفهان         |
| ۹    | چهار مضراب سه گاه         |
| ۱۰   | پیش درآمد ماهور           |
| ۱۱   | (چهار مضراب ماهور (سی بمل |
| ۱۲   | (چهار مضراب ماهور (فا     |
| ۱۳   | چهار مضراب چهار گاه       |
| ۱۴   | ضربی چهار گاه             |
| ۱۵   | چهار مضراب چهار گاه       |